# G 4/5 H ex-Bavière
Les G 4/5 H sont des locomotives de disposition d'essieux 140 (consolidation) utilisées en Allemagne ainsi qu'en France et en Belgique, au titre des réparations de guerre consécutives à l'armistice de 1918. Elles appartiennent à une série de 230 locomotives assemblées entre 1915 et 1919 pour les Chemins de fer royaux bavarois ainsi que les chemins de fer militaires allemands.
Leur nom d'origine, dans la nomenclature des chemins de fer bavarois, signifie Güterzuglokomotive (locomotive pour trains de marchandises) Heißdampf (à surchauffe), 4 étant le nombre d'essieux moteurs et 5 le nombre total d'essieux. 

## Histoire
Les Chemins de fer royaux bavarois, dont le réseau comprend de nombreuses lignes à fortes rampes, ont très tôt recouru à des locomotives à quatre essieux moteurs, pour les marchandises mais aussi certains trains de voyageurs, lorsque le relief accidenté exigeait davantage de capacités de franchissement que de vitesse.
Les premiers modèles de locomotives de disposition d'essieux consolidation (quatre paires de roues motrices et une de roues porteuses à l'avant, facilitant l'inscription en courbe et stabilisant le roulement) sont mis en service à partir de 1894 par les Chemins de fer bavarois et classés dans la série E I regroupant plusieurs modèles différents. Ces dernières commenceront à être supplantées à partir de 1911 par les G 4/5 (de) à cinq essieux moteurs.
Dans les années 1910, le constructeur Maffei développe une version compound des G 4/5 (de) qui intègre aussi les dernières avancées techniques qui se retrouvent notamment sur les pacific S 3/6 (en) des chemins de fer bavarois, combinant la technologie compound et la surchauffe.

## Description
Basées sur les G 4/5 N, elles se distinguent de leurs devancières par leur chaudière de grand diamètre positionnée bien en hauteur par rapport aux roues motrices et dotée d'un surchauffeur, leurs quatre cylindres (haute pression et basse pression) et leur puissance, qui en faisait alors les locomotives à quatre essieux les plus puissantes d'Allemagne. Elles s'inscrivent également dans la lignée des C 4/5 (de) de la Société du chemin de fer du Gothard, construites par Maffei en 1906, qui offrent un certain nombre de ressemblances, tant par l'aspect extérieur que sur le plan technique, ainsi que les VIII e badoises (de) de la dernière variante.

### Tenders
Elles ont été construites avec des tenders du type 3 T 20,2 à trois essieux et d'une capacité de 20,2 m3. Les tenders de G 4/5 H allemandes radiées dans les années 1930 seront fréquemment réutilisés pour des G10 prussiennes mutées en Bavière.
En France, ces tenders ont été renommés 3-20C 553 à 600 puis, à la création de la SNCF, 1-20C entre 553 et 597.

## Carrière
Le besoin sans cesse croissant en locomotives de grande puissance dû à la Première Guerre mondiale et leur vitesse de pointe de 60 km/h favorise leur construction en nombre et intéresse les militaires. Le total des G 5/4 H produites est de :
- 195 pour les chemins de fer bavarois ;
- 10 pour l'Office du Impérial des Chemins de fer ;
- 25 pour les chemins de fer militaires.

Après la guerre, 48 locomotives sont attribuées à la France et 13 à la Belgique au titre des réparations de guerre.

### En Allemagne
Le restant (168 exemplaires) est utilisé par les chemins de fer bavarois, intégrés à la Deutsche Reichsbahn en 1920. L'électrification du réseau, l'arrivée de locomotives prussiennes à simple expansion et un certain désamour pour la technologie du compoundage par les chemins de fer de l'Allemagne unifiée. Numérotées dans la série 568-11, elles sont radiées dans les années 1930 sauf cinq exemplaires, encore en service en 1939. En 1947, il n'en reste que deux qui sont envoyées à la ferraille.

### En Belgique
L'essentiel du réseau ferré belge tombe entre les mains des Allemands en 1914 qui l'utilisent intensément en vue d'approvisionner un large pan du front de l'Ouest durant tout le conflit. Les locomotives belges capturées et le matériel, parfois ancien, prélevé dans les effectifs des Chemins de fer prussiens ne suffisant pas, dix copies de G 4/5 H sont commandées au constructeur Maffei et livrées en 1916-1917. La majorité est affectée à la Militar Generaldirektion der Eisenbahnen de Bruxelles (MGD Brüssel) tandis que d'autres sont attachées à celle de Varsovie. L'ensemble de cette série a été à un moment du conflit immatriculé au MGD Brüssel. Vers 1919, neuf sont affectées aux chemins de fer bavarois en conservant leurs numéros d'origine entre 5151 et 5159 tandis que la 5154 fait partie des locomotives Armistice cédées aux Chemins de fer de l'État belge.
14 G 4/5 H sont prélevées par la Commission d'Armistice pour être attribuées à la Belgique. Mis à part la 5154, il s'agit de locomotives bavaroises construites de 1916 à 1918. Toutes sont sorties des usines du constructeur Maffei.
Le fonctionnement compliqué des G 4/5 dans un pays où peu de locomotives compound ont été utilisées et la volonté de l’État belge de rationaliser le parc des locomotives Armistice en éliminant les types non prussiens provoque leur mise à la retraite précipitée et leur radiation, en bloc, en 1923.

### En France
48 de ces machines issues d'une série livrée au chemins de fer de l’État bavarois, ont été transférées en France à la suite de l'armistice de 1918. L’entièreté est attribuée à l'Administration des chemins de fer de l'État qui concentre une forte proportion de locomotives d'origine bavaroise, badoise, saxonne et wurtembergeoises alors que les autres réseaux français ont surtout reçu des machines prussiennes. Utilisées en trafic marchandises en tête de trains lourds, elles sont limitées à 50 km/h.
En 1938, lors de la création de la SNCF, les 22 exemplaires encore à l'inventaire deviennent les 140 D entre 308 et 352.
Durant la Seconde Guerre mondiale, la série est envoyée par l'occupant en Allemagne. Bien que mutées, sur le papier, à la région Est, aucune locomotive n'est rentrée en France.

## Modélisme

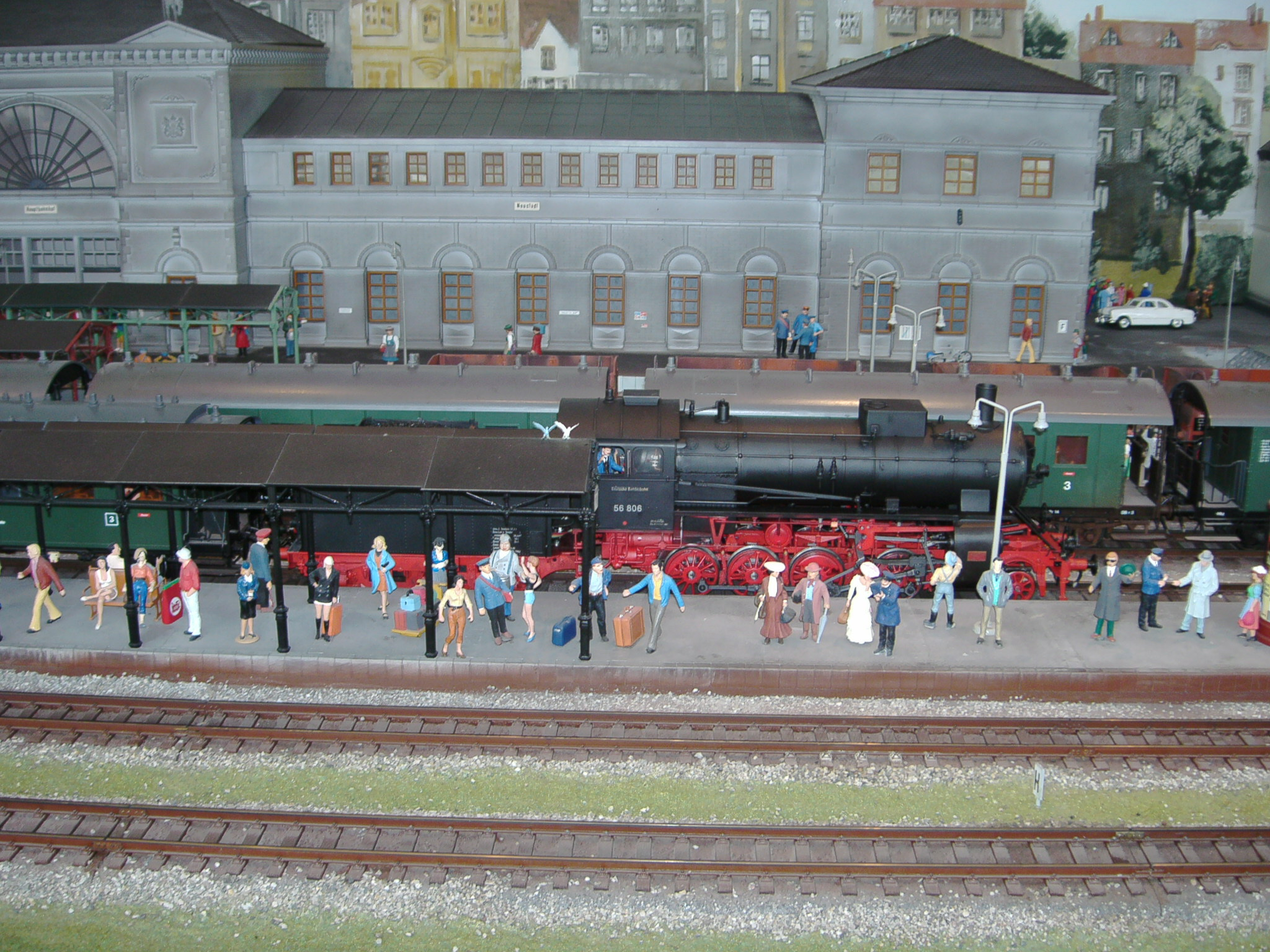
Modèle réduit artisanal de la 56 806 à l'échelle II au musée EFA Mobile Zeiten à Amerang.

Le constructeur allemand Brawa, qui a réalisé des G 4/5 H à l'échelle H0 en version des Chemins de fer bavarois et de la Deutsche Reichsbahn, a également produit en série un modèle aux couleurs des Chemins de fer de l’État français.